# (434620) 2005 VD
2005 في دي (ويعرف أيضًا باسم (434620) 2005 في دي وفق تسمية الكوكب الصغير) (بالإنجليزية: 2005 VD)‏ هو كويكب ضمن حزام الكويكبات؛ وترتيبه 434620 من حيث الاكتشاف.
اكتُشف هذا الجُرم الفلكي بواسطة ماسح جبل ليمون ‏ في 1 نوفمبر 2005.

## وصلات خارجية
- (434620) 2005 VD في قاعدة بيانات مختبر الدفع النفاث لأجرام النظام الشمسي الصغيرة

- الاكتشاف · مخطط المدار ·  العناصر المدارية · المعلمات المادية

- (434620) 2005 VD على موقع ويكي سكاي: DSS2, SDSS, GALEX, IRAS, Hydrogen α, X-Ray, Astrophoto, Sky Map, Articles and images